# Movember
A Movember (szóösszerántás az angol „moustache” – az ausztrál szlengben röviden „mo” – magyarul „bajusz” és a „november” szóból) minden év novemberében megtartott nemzetközi esemény. Résztvevői november hónap során bajusznövesztéssel hívják fel a figyelmet a férfiak egészségügyi problémáira (beleértve a prosztatarákot, a hererákot és a lelki betegségeket, köztük a depressziót és a hozzá kapcsolódó öngyilkosságot) és azok megelőzésére.
2004-től a Movember Foundation rendezett jótékonysági gyűjtést, elsőként Ausztráliában és Új-Zélandon.
Magyarországon 2009-ben indult a mozgalom, 2016-tól már egyesületi formában működik, a Movember Magyarország Egyesület keretén belül.

## Fordítás
- Ez a szócikk részben vagy egészben  a   Movember című angol Wikipédia-szócikk fordításán alapul.  Az eredeti cikk szerkesztőit annak laptörténete sorolja fel. Ez a jelzés csupán a megfogalmazás eredetét és a szerzői jogokat jelzi, nem szolgál a cikkben szereplő információk forrásmegjelöléseként.